# بیماری‌های فقر

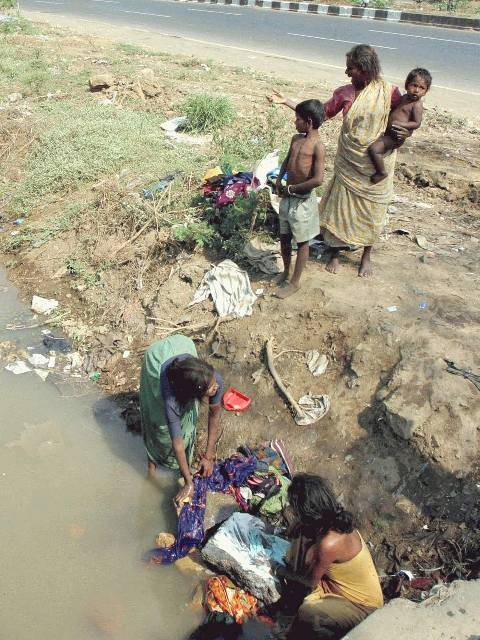
استفاده از آب ناسالم در مناطق فقیر نشین

بیماری‌های فقر اصطلاحی است که برای اشاره به آن دسته از بیماری‌ها و شرایط به کار می‌رود که بیشتر در نواحی فقیر و در نتیجهٔ ناداری، فقر غذایی و سیستم بهداشت ضعیف ایجاد می‌شوند.

## موارد
از این دسته بیماری‌ها می‌توان به این موارد اشاره کرد:
التهاب ریه، انسداد روده، سل ریوی، بیماری‌های گوارشی، زخم گوارشی، بیماری انگلی، تب روماتیسمی، بیماری‌های سوخت‌وسازی و بیماری‌های عروقی به‌جز دیابت، بیماری‌های مربوط به بارداری و بسیاری دیگر.